# Escatologia realizzata
L'escatologia realizzata è una teoria escatologica cristiana resa popolare da C. H. Dodd (1884-1973) secondo la quale i passaggi escatologici compresi nel Nuovo Testamento non si riferiscono al futuro, ma al ministero di Gesù e alla sua durevole eredità. In tal senso l'escatologia non è la fine del mondo ma la sua rinascita istituita da Gesù e proseguita dai suoi discepoli, un fenomeno storico invece che trans-storico. Coloro che sostengono l'escatologia realizzata rigettano come irrilevanti le teorie sulla "fine del mondo", affermando che ciò che Gesù disse e fece, invitando i suoi seguaci a fare a loro volta, siano di maggior importanza di qualunque attesa messianica.
Rigettando la visione apocalittica della venuta di Gesù, l'escatologia realizzata è attraente per coloro che, come gli esponenti della cristianità liberale, trovano la prima visione in contrasto con gli insegnamenti di Gesù nei vangeli e che risentono della sua ferma associazione con una politica evangelica e conservativa. Secondo queste persone, l'escatologia dovrebbe riguardare il processo del divenire, piuttosto che l'attesa di forze esterne e sconosciute che portino distruzione e palingenesi.
Lo studioso biblico John Dominic Crossan del Jesus Seminar ha coniato e usato il termine escatologia sapienziale per riferirsi ad un concetto simile:
(John Dominic Crossan, The Essential Jesus: Original Sayings and Earliest Images (1998), p. 8)